# Бортниково (Калінінський район)
Бортниково (рос. Бортниково) — присілок в Калінінському районі Тверської області Російської Федерації.
Населення становить 89 осіб. Входить до складу муніципального утворення Каблуковське сільське поселення.

## Історія
Від 2005 року входить до складу муніципального утворення Каблуковське сільське поселення.

## Населення
| 1859 | 1887 | 2002 | 2010 |
| ---- | ---- | ---- | ---- |
| 378  | ↗547 | ↘73  | ↗89  |